# Salar de Aguas Calientes IV
Der Salar de Aguas Calientes IV ist eine geomorphologische Salzpfanne in der Atacamawüste in Nord-Chile, die sich durch Trockenfallen eines Gletschersees gebildet hat.
Er liegt eingebettet in der Hoch-Puna in der Kommune Antofagasta, etwa 300 km südöstlich vom Stadtgebiet.